# پخش زنده شنبه شب (فصل ۴۵)
چهل و پنجمین فصل از مجموعه کمدی ان‌بی‌سی، پخش زنده شنبه شب است که در ۲۸ سپتامبر ۲۰۱۹ آغاز شد و در ۹ مه ۲۰۲۰ به اتمام رسید. نخستین قسمت از این فصل توسط وودی هرلسون میزبانی شد و بیلی آیلیش به عنوان خواننده مهمان در این حضور یافت.